# Bahnstrecke Brașov–Întorsura Buzăului
| Hauptbahnhof in Brașov |                      |                                          |                                          |
| Bahnstrecke Brașov–Întorsura Buzăului |                      |                                          |                                          |
| Kursbuchstrecke (CFR): | 403                  |                                          |                                          |
| Streckenlänge: | 36,5 km              |                                          |                                          |
| Spurweite: | 1435 mm (Normalspur) |                                          |                                          |
| |                      |                                          |                                          |
| \| \| \| von Făgăraș und Zărnești \| \| \| \| \| von Teiuș \| \| \| \| 0,00 \| Brașov \| 560 m \| \| \| \| nach Ploiești \| \| \| \| \| Timiș \| \| \| \| 3,14 \| Brașov Triaj \| Brașov Triaj \| \| \| 7,2 \| Hărman \| Hărman \| \| \| \| nach Sfântu Gheorghe \| \| \| \| \| Tărlung \| \| \| \| \| DJ 103B (Kreisstraße) \| \| \| \| 17,7 \| Budila hc [Bahnhofskategorie 1] \| Budila hc [Bahnhofskategorie 1] \| \| \| \| Valea Popii \| \| \| \| \| Tunnel (ca. 390 m Länge) \| \| \| \| 22 \| Teliu h [Bahnhofskategorie 2] \| 546 m \| \| \| \| Tunnel (ca. 140 m Länge) \| \| \| \| 25,2 \| Valea Teliului h \| Valea Teliului h \| \| \| \| Viadukt über die DN 10 (ca. 150 m Länge) \| \| \| \| 29 \| Poiana Florilor h \| Poiana Florilor h \| \| \| \| Tunnel Teliu (4369,5 m Länge) \| \| \| \| 36,5 \| Întorsura Buzăului Hm [Bahnhofskategorie 3] \| 706 m \| |                      |                                          |                                          |
| Strecke |                      | von Făgăraș und Zărnești                 | von Făgăraș und Zărnești                 |
| Abzweig geradeaus und von links |                      | von Teiuș                                | von Teiuș                                |
| Bahnhof | 0,00                 | Brașov                                   | 560 m                                    |
| Abzweig geradeaus und nach rechts |                      | nach Ploiești                            | nach Ploiești                            |
| Brücke über Wasserlauf |                      | Timiș                                    | Timiș                                    |
| Haltepunkt / Haltestelle | 3,14                 | Brașov Triaj                             | Brașov Triaj                             |
| Bahnhof | 7,2                  | Hărman                                   | Hărman                                   |
| Abzweig geradeaus und nach links |                      | nach Sfântu Gheorghe                     | nach Sfântu Gheorghe                     |
| Brücke über Wasserlauf |                      | Tărlung                                  | Tărlung                                  |
| Bahnübergang |                      | DJ 103B (Kreisstraße)                    | DJ 103B (Kreisstraße)                    |
| Haltepunkt / Haltestelle | 17,7                 | Budila hc                                | Budila hc                                |
| Brücke über Wasserlauf |                      | Valea Popii                              | Valea Popii                              |
| Tunnel |                      | Tunnel (ca. 390 m Länge)                 | Tunnel (ca. 390 m Länge)                 |
| Haltepunkt / Haltestelle | 22                   | Teliu h                                  | 546 m                                    |
| Tunnel |                      | Tunnel (ca. 140 m Länge)                 | Tunnel (ca. 140 m Länge)                 |
| Haltepunkt / Haltestelle | 25,2                 | Valea Teliului h                         | Valea Teliului h                         |
| Brücke |                      | Viadukt über die DN 10 (ca. 150 m Länge) | Viadukt über die DN 10 (ca. 150 m Länge) |
| Haltepunkt / Haltestelle | 29                   | Poiana Florilor h                        | Poiana Florilor h                        |
| Tunnel |                      | Tunnel Teliu (4369,5 m Länge)            | Tunnel Teliu (4369,5 m Länge)            |
| Kopfbahnhof Streckenende | 36,5                 | Întorsura Buzăului Hm                    | 706 m                                    |

Die Bahnstrecke Brașov–Întorsura Buzăului ist eine Nebenbahn in Rumänien. Sie führt im Südosten Siebenbürgens aus dem Osten des Burzenlands von Brașov (Kronstadt) nach Întorsura Buzăului. Von Brașov verläuft die eingleisige Bahnstrecke im Kreis Brașov in nordöstliche Richtung nach Hărman (Honigberg) und von hier südöstlich nach Budila (Bodeln) und Teliu (Kreuzburg), zum Teil entlang des Baches Teliu im Intorsura-Gebirge – einem Teilgebirge der Munții Buzăului in den Ostkarpaten –, in die Kleinstadt Întorsura Buzăului (Bodsau) im Kreis Covasna.

## Geschichte
Die 1907 geplante Bahnstrecke, genannt „Drum de fier“ (eiserner Weg), sollte ursprünglich eine Verbindung Siebenbürgens mit der Großen Walachei (Muntenia) sein. In einer Bauzeit von etwa 30 Jahren waren zum Bau der Bahnstrecke auch drei Tunnel nötig. Der längste Bahntunnel befindet sich auf dem Gebiet der Gemeinde Teliu (Kreuzburg) und ist der längste Bahntunnel Rumäniens. Nach unterschiedlichen Angaben ist er 4369,5 Meter oder 4379 Meter lang. Ursprünglich für eine zweigleisige Eisenbahnlinie geplant, wurde er Ende 1928 von Julius Berger Tiefbau AG-Berlin fertiggebaut. Dem Bahnverkehr wurde der Tunnel im Juni 1931 freigegeben, aber erst drei Jahre später eingeweiht.
Wegen finanzieller Schwierigkeiten konnte die Bahnstrecke zwischen Întorsura Buzăului und Nehoiașu – einer Katastralgemeinde der Stadt Nehoiu – nie fertiggebaut (ca. 34 km Luftlinie) werden, sodass der ursprünglich geplante „Eiserne Weg“ nie fertig wurde und auf der Bahnstrecke Brașov nach Întorsura Buzăului heute nur Personenzüge verkehren.
Die Bahnstrecke wird von der privaten Bahngesellschaft Regiotrans betrieben (2016).

## Bilder

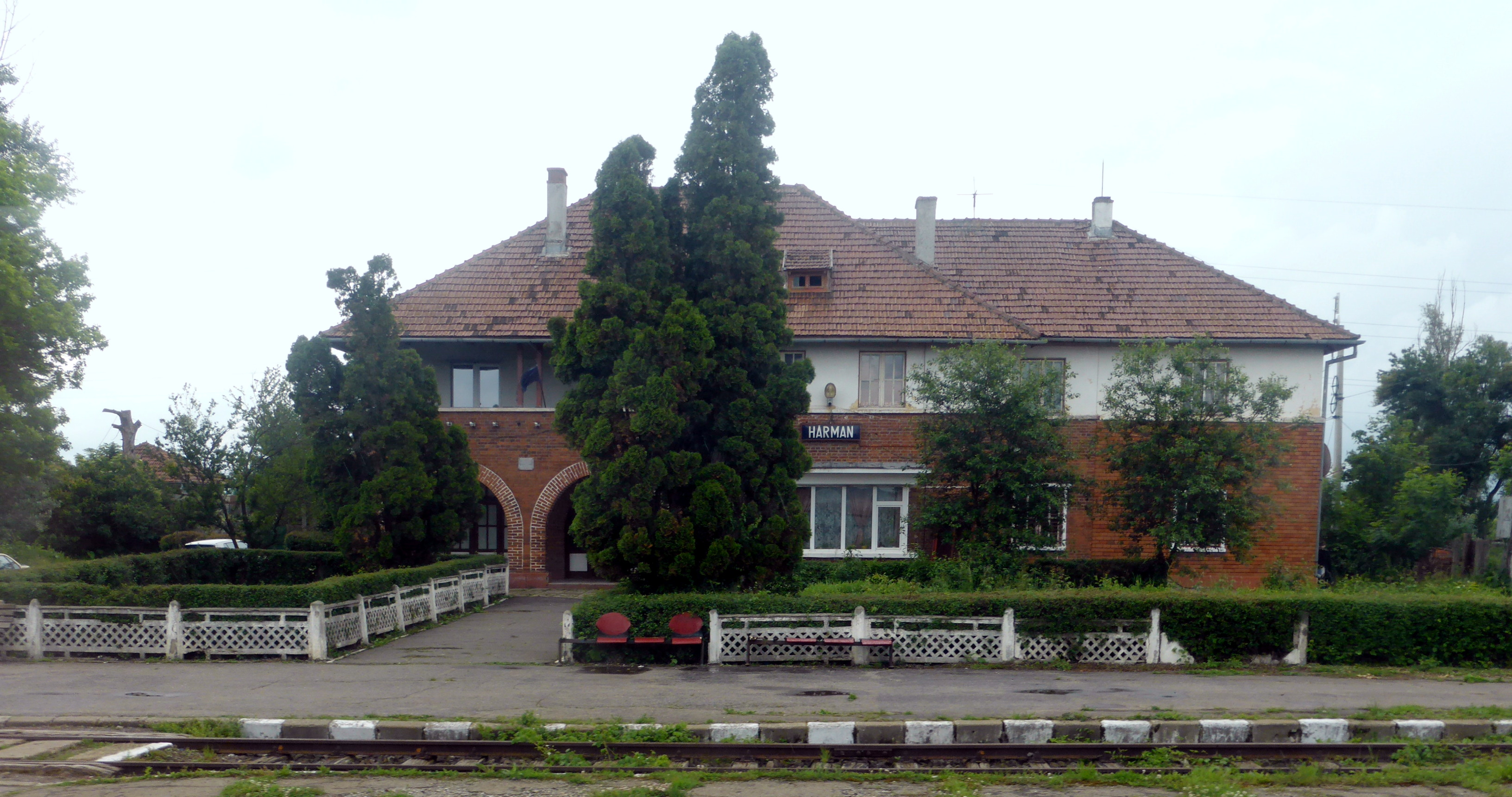
Bahnhof in Hărman
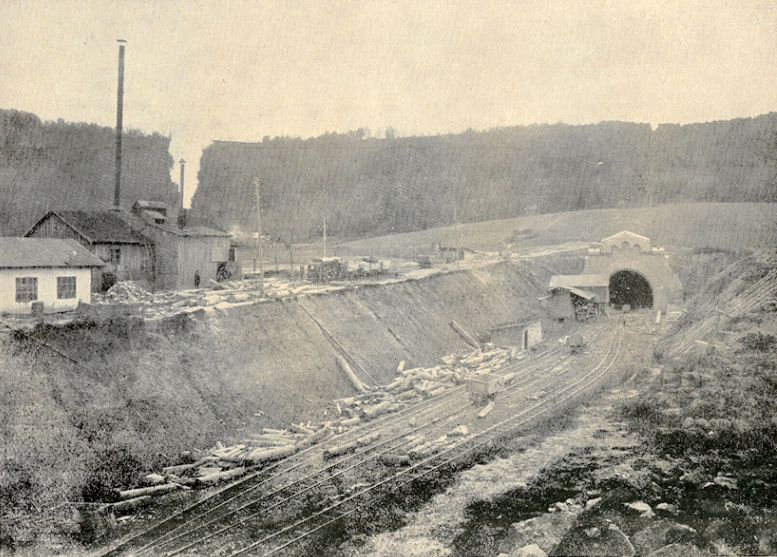
Eisenbahntunnel bei Teliu
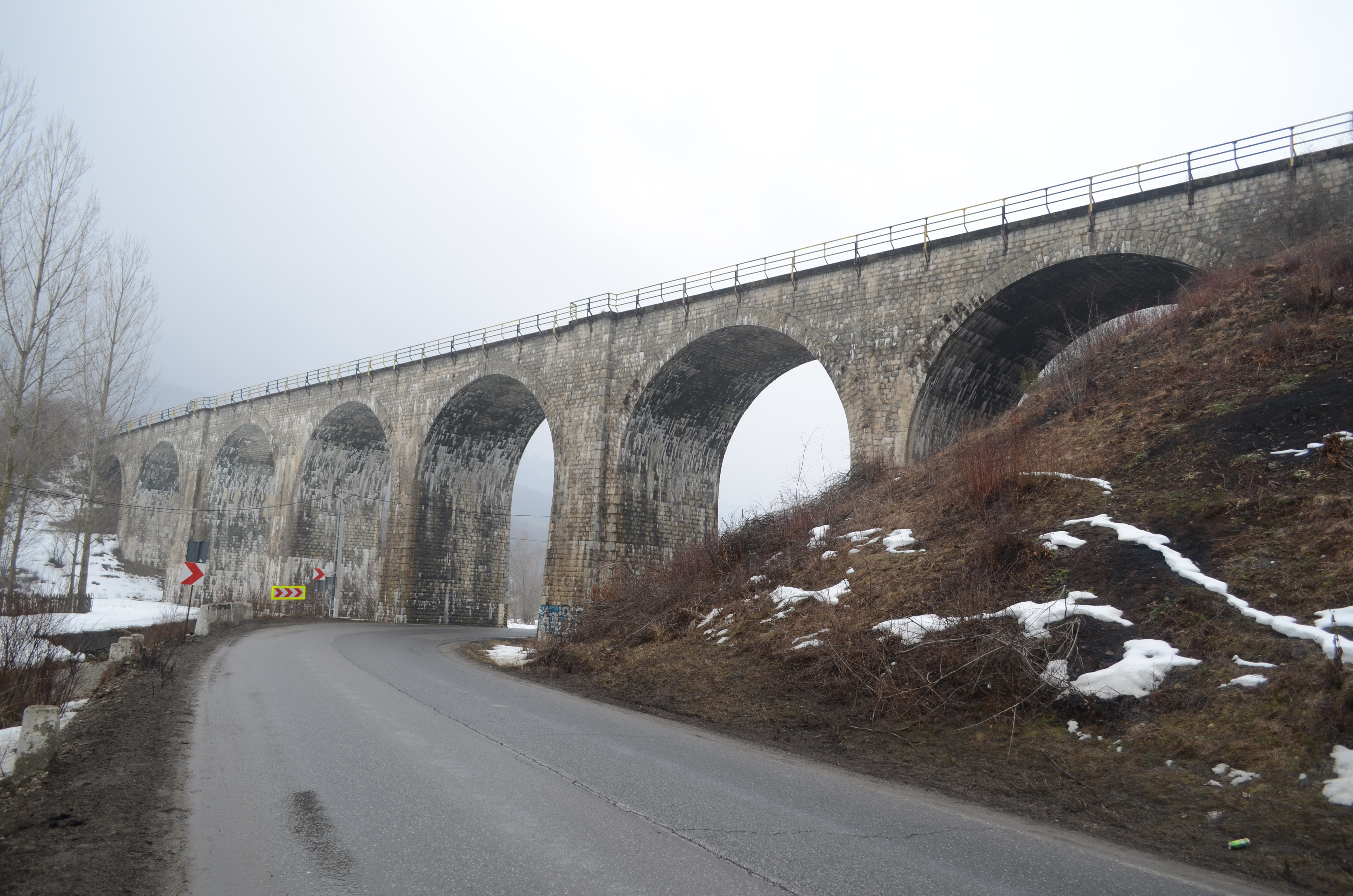
Viadukt bei Teliu
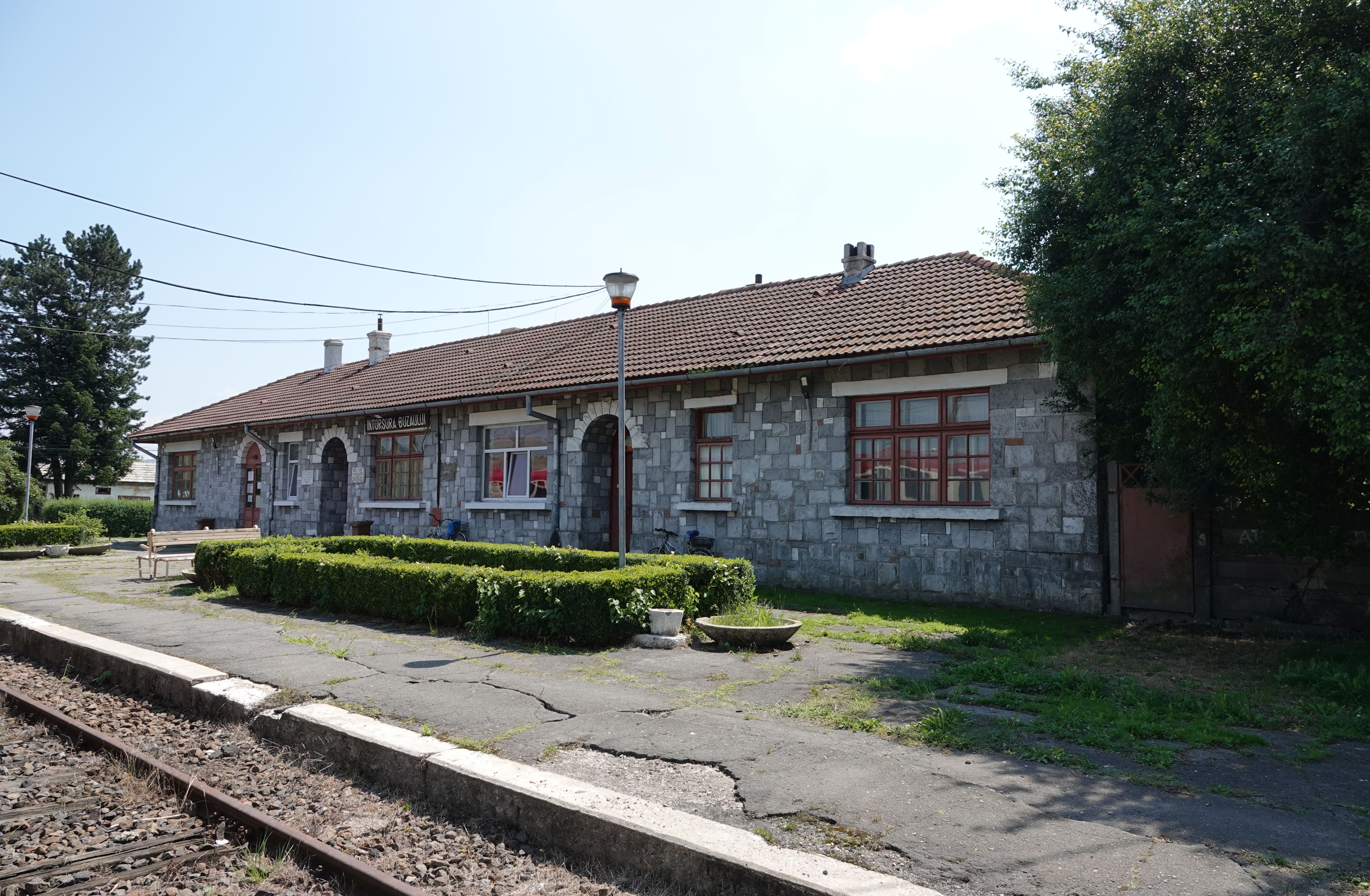
Bahnhof in Întorsura Buzăului